# Centropyge
Centropyge es un género de peces  marinos, de la familia Pomacanthidae. Comúnmente denominados peces ángeles enanos.
Son especies vistosas asociadas a arrecifes tropicales. Muchas de ellas comercializadas en el mercado de acuariofilia. 

## Especies
El Registro Mundial de Especies Marinas acepta las siguientes especies en el género:
- Centropyge abei Allen, Young & Colin, 2006.
- Centropyge acanthops (Norman, 1922).
- Centropyge argi Woods & Kanazawa, 1951.
- Centropyge aurantia Randall & Wass, 1974.
- Centropyge aurantonotus Burgess, 1974.
- Centropyge bicolor (Bloch, 1787).
- Centropyge bispinosa (Günther, 1860).
- Centropyge boylei Pyle & Randall, 1992.
- Centropyge colini Smith-Vaniz & Randall, 1974.
- Centropyge debelius Pyle, 1990.
- Centropyge deborae Shen, Ho & Chang, 2012.
- Centropyge eibli Klausewitz, 1963.
- Centropyge ferrugata Randall & Burgess, 1972.
- Centropyge fisheri (Snyder, 1904).
- Centropyge flavicauda Fraser-Brunner, 1933.
- Centropyge flavipectoralis Randall & Klausewitz, 1977.
- Centropyge flavissima (Cuvier, 1831).
- Centropyge heraldi Woods & Schultz, 1953.
- Centropyge hotumatua Randall & Caldwell, 1973.
- Centropyge interruptus (Tanaka, 1918).
- Centropyge joculator Smith-Vaniz & Randall, 1974.
- Centropyge loricula (Günther, 1874).Centropyge loricula

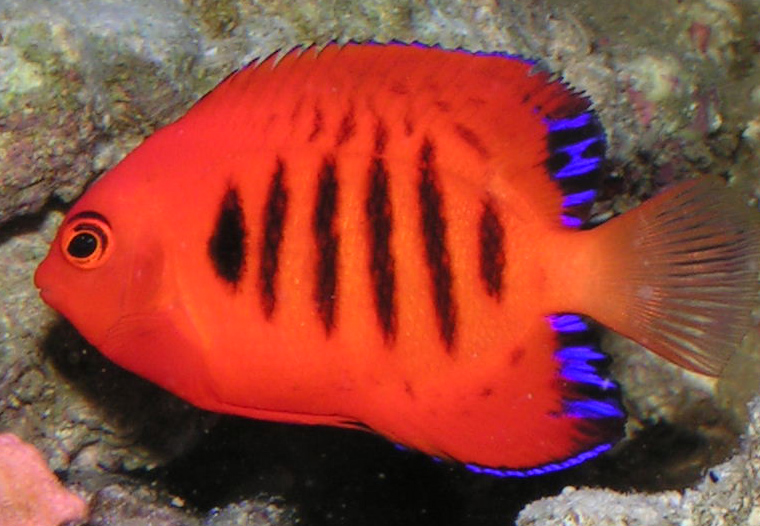
Centropyge loricula

- Centropyge multicolor Randall & Wass, 1974.
- Centropyge multispinis (Playfair, 1867).
- Centropyge nahackyi Kosaki, 1989.
- Centropyge narcosis Pyle & Randall, 1993.
- Centropyge nigriocella Woods & Schultz, 1953.
- Centropyge nox (Bleeker, 1853).
- Centropyge potteri (Jordan & Metz, 1912).
- Centropyge resplendens Lubbock & Sankey, 1975.
- Centropyge shepardi Randall & Yasuda, 1979.
- Centropyge tibicen (Cuvier, 1831).
- Centropyge venusta (Yasuda & Tominaga, 1969).
- Centropyge vrolikii (Bleeker, 1853).

## Galería de especies

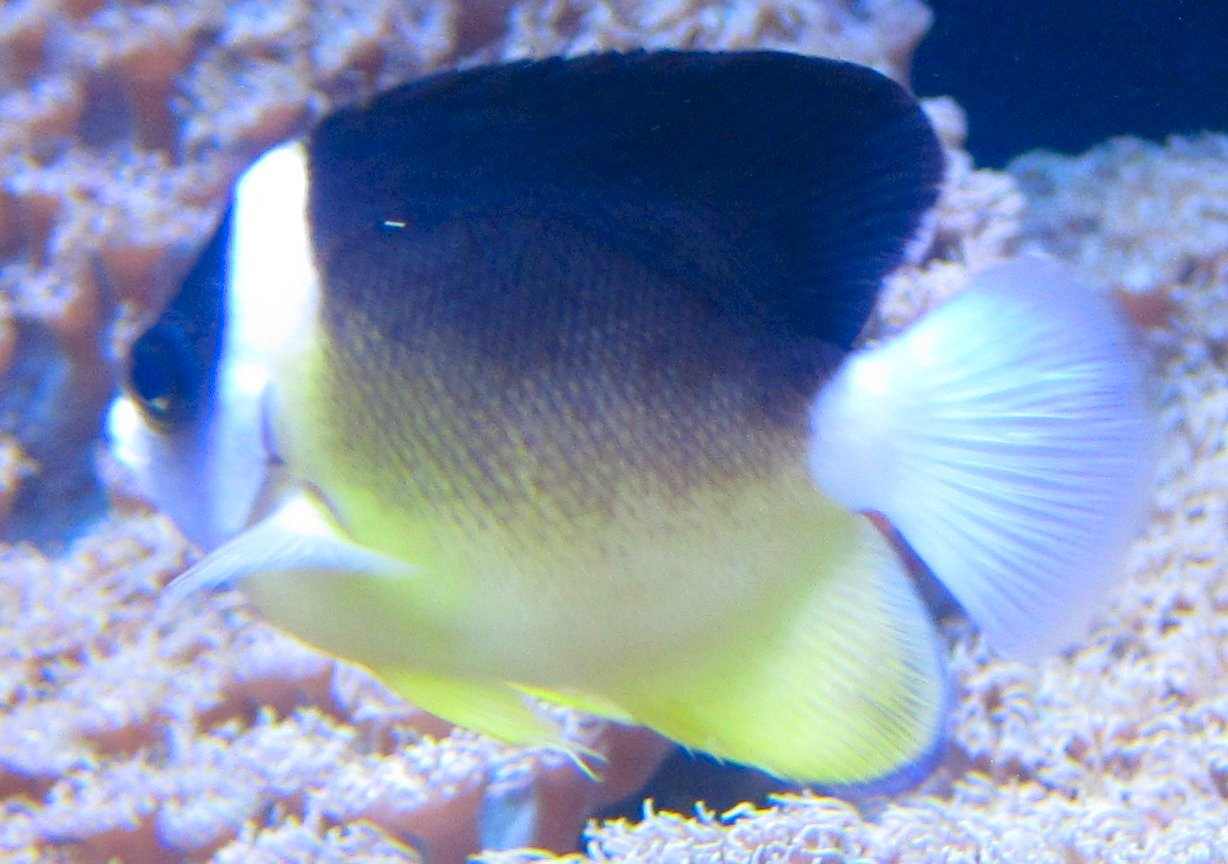
Centropyge abei
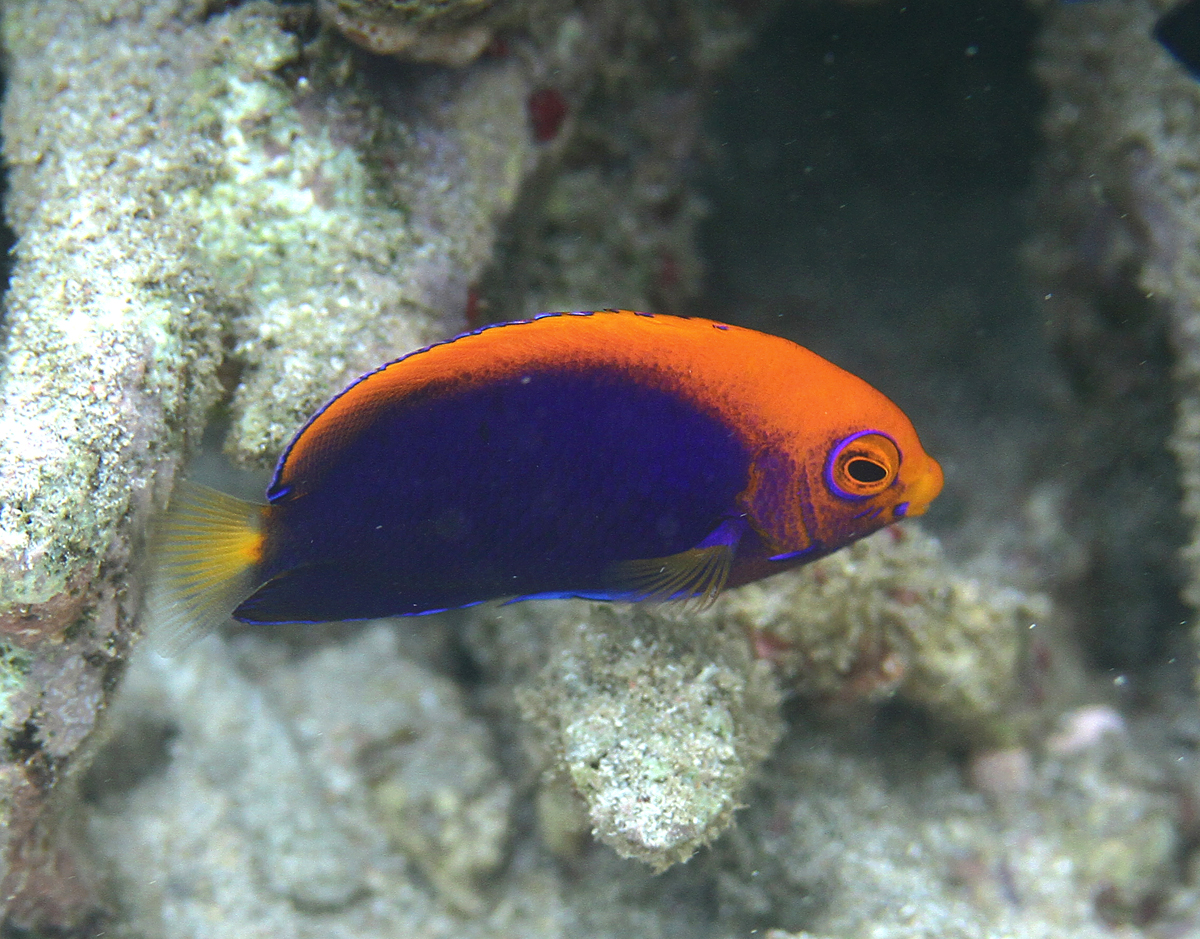
Centropyge acanthops
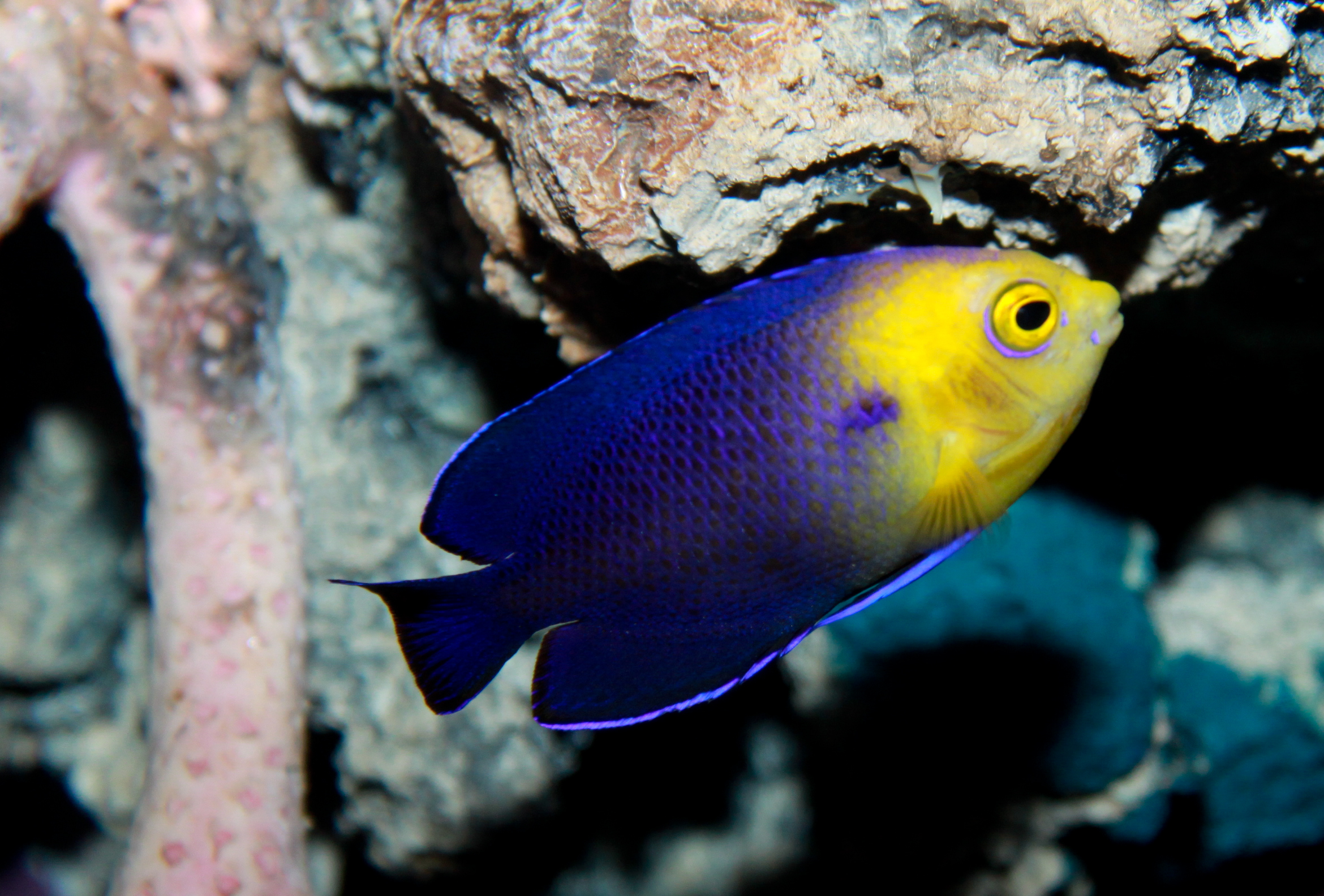
Centropyge argi
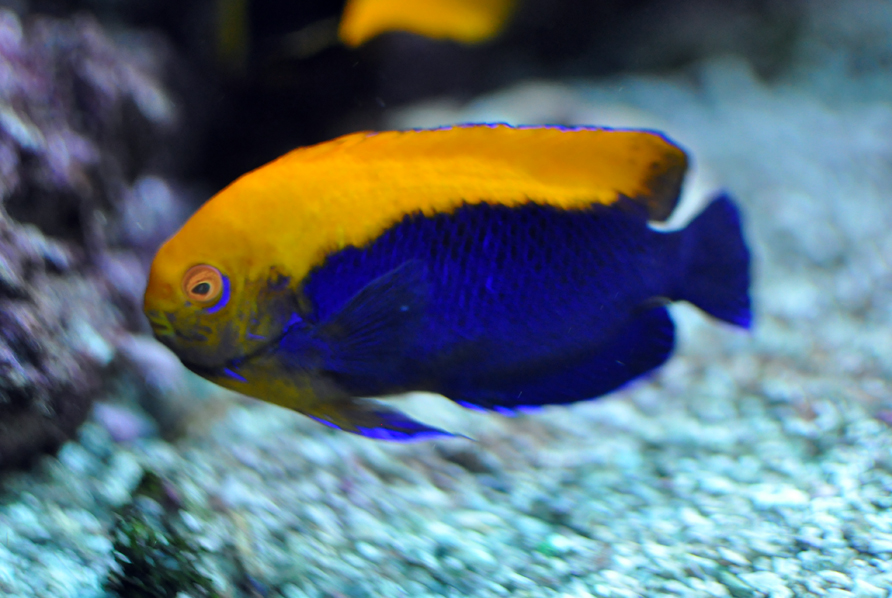
Centropyge aurantonotus
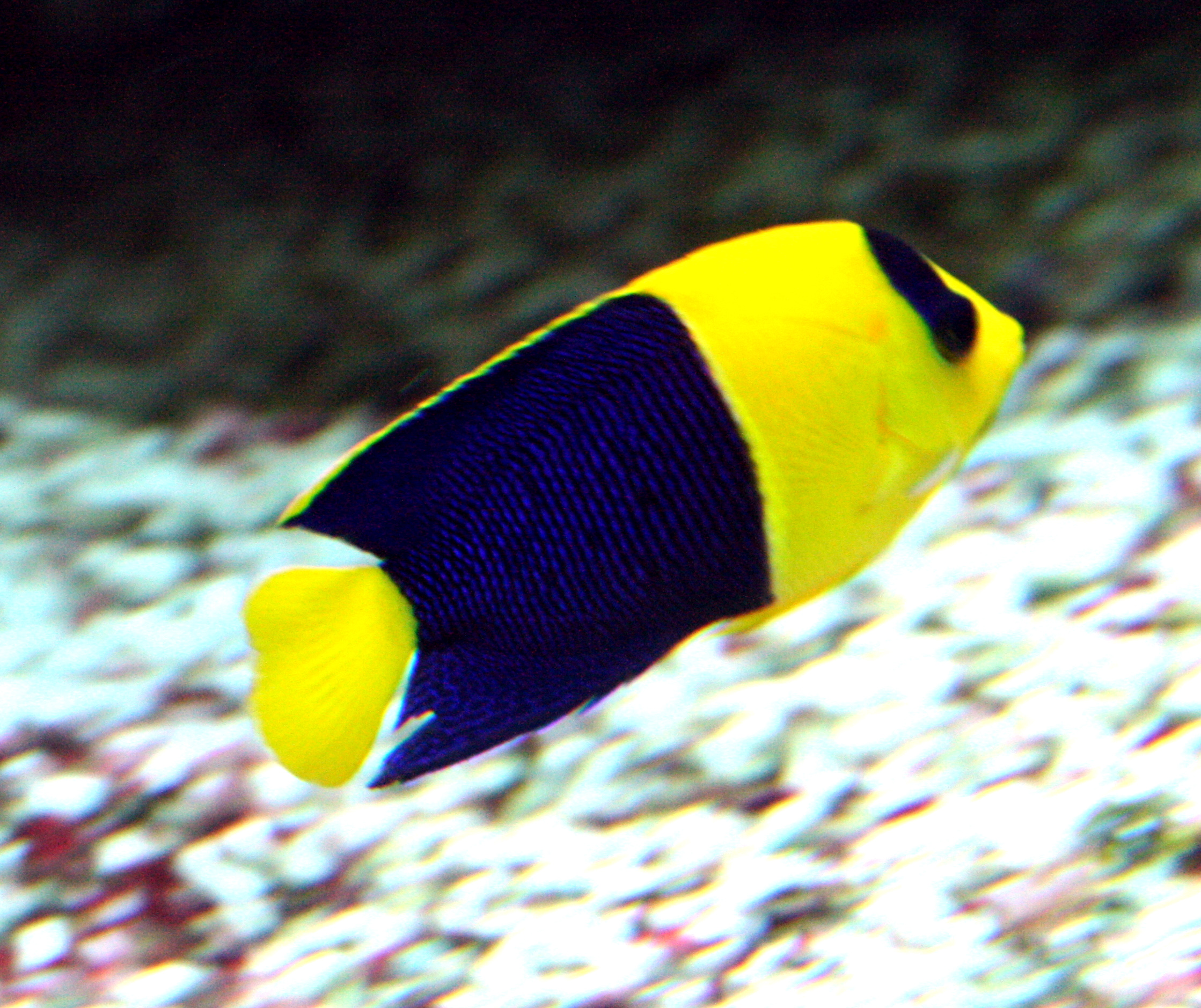
Centropyge bicolor
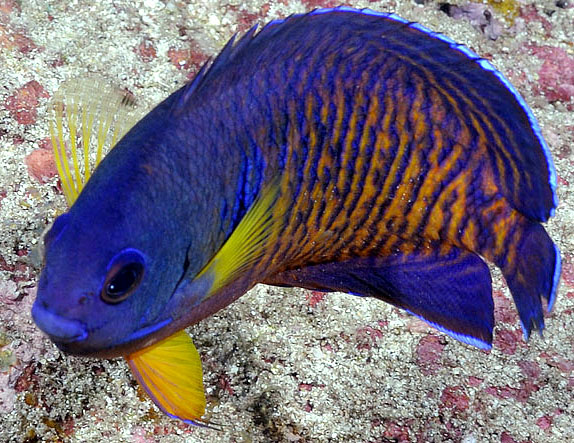
Centropyge bispinosa
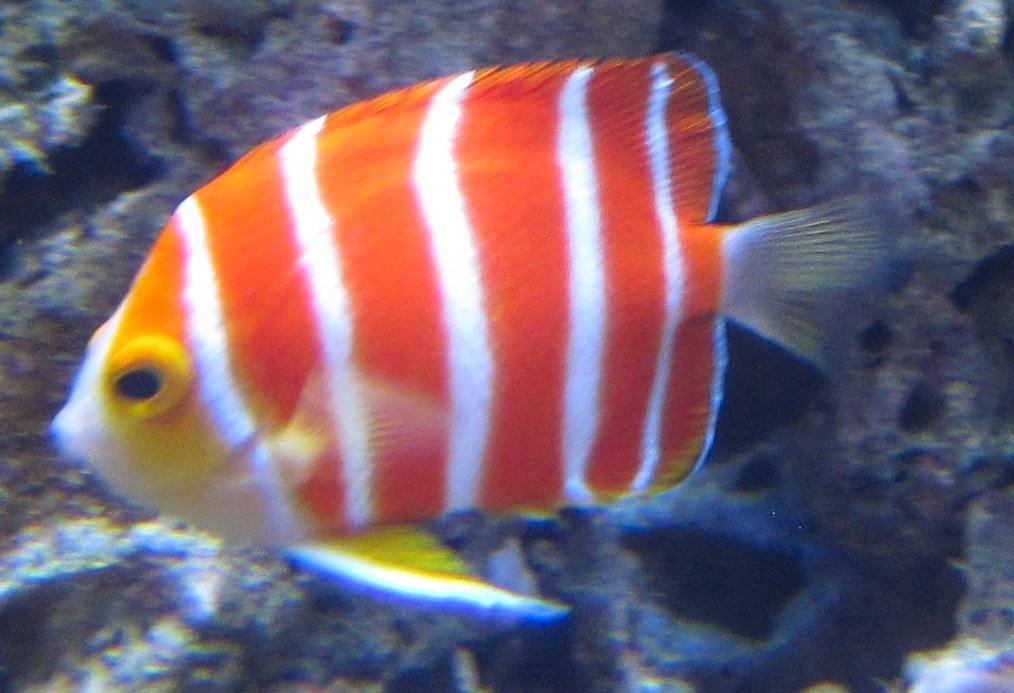
Centropyge boylei
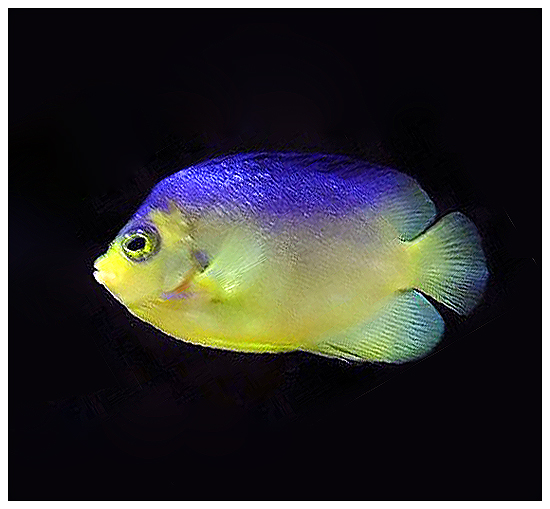
Centropyge colini
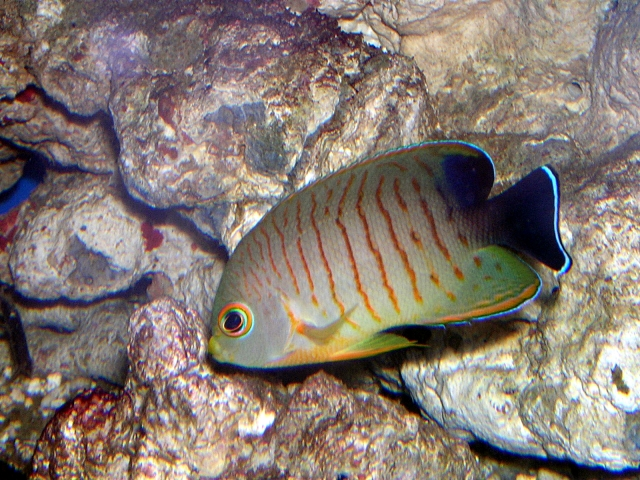
Centropyge eibli
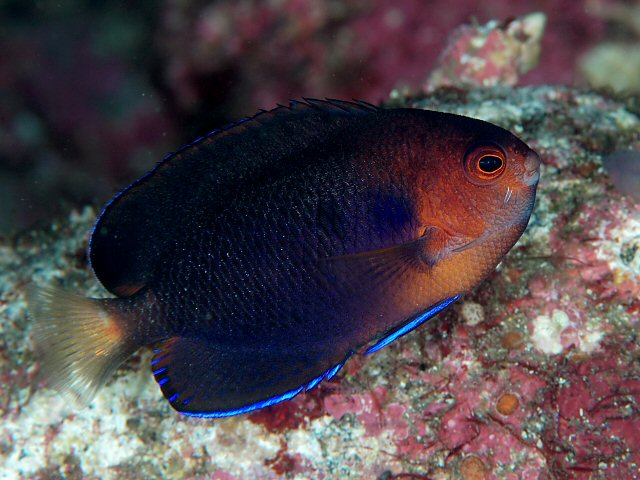
Centropyge fisheri
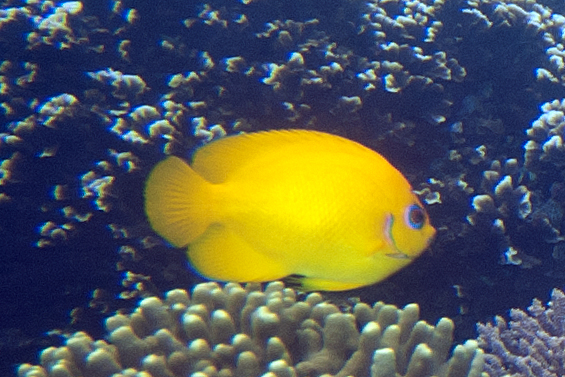
Centropyge flavissima
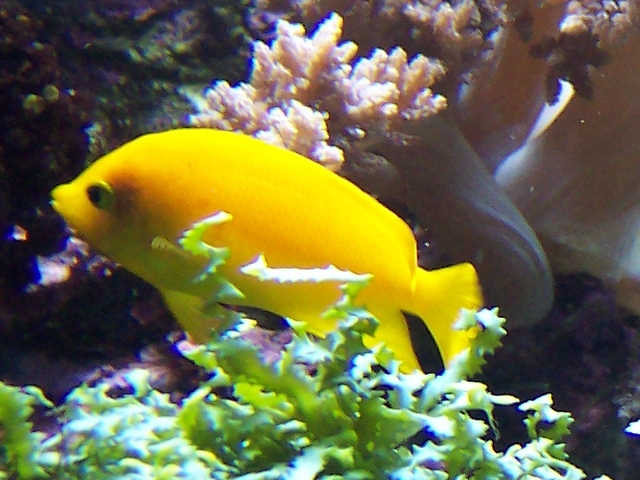
Centropyge heraldi
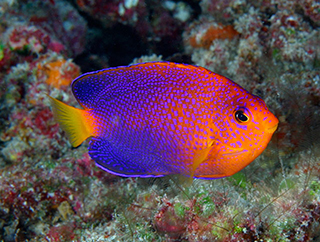
Centropyge interruptus
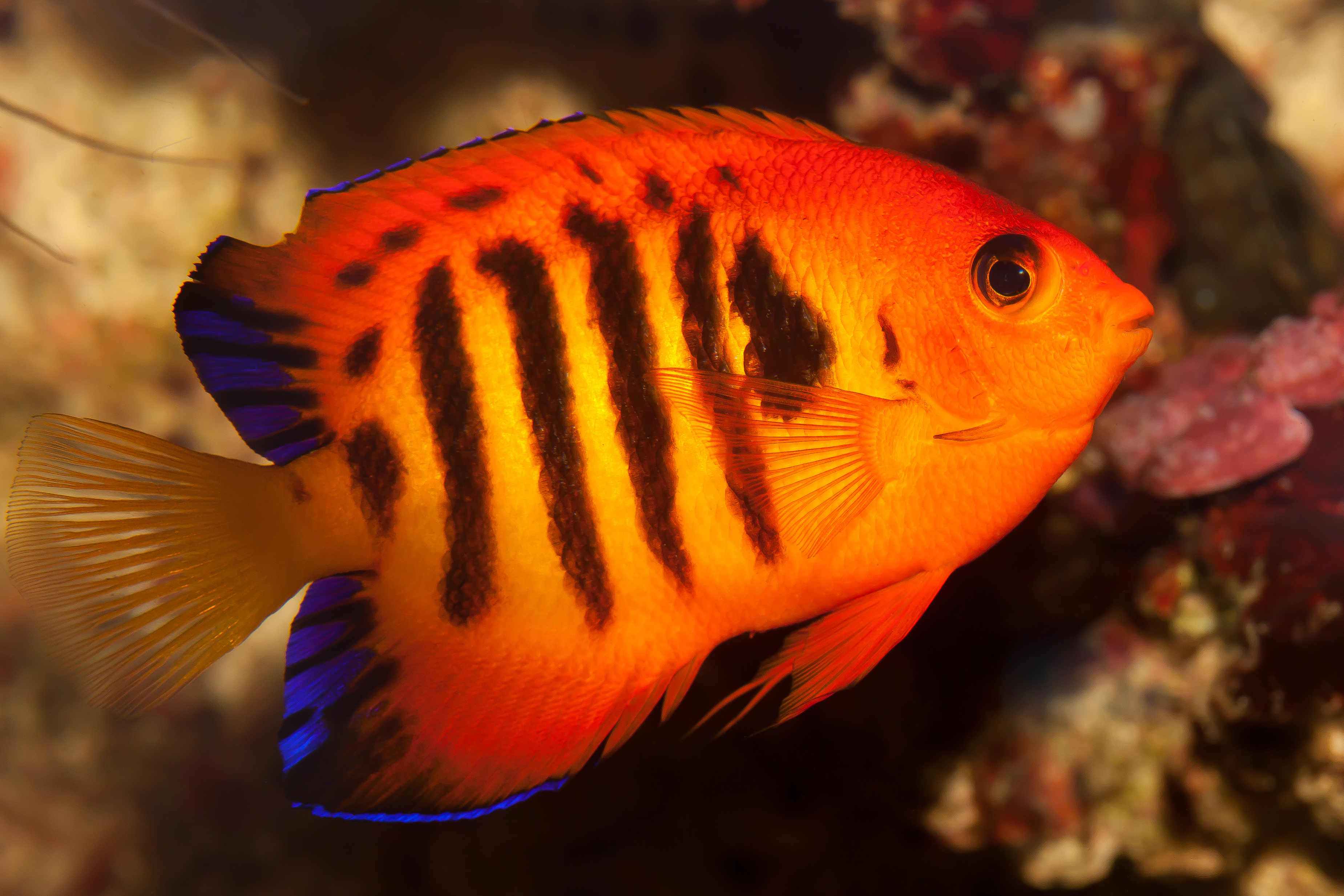
Centropyge loricula
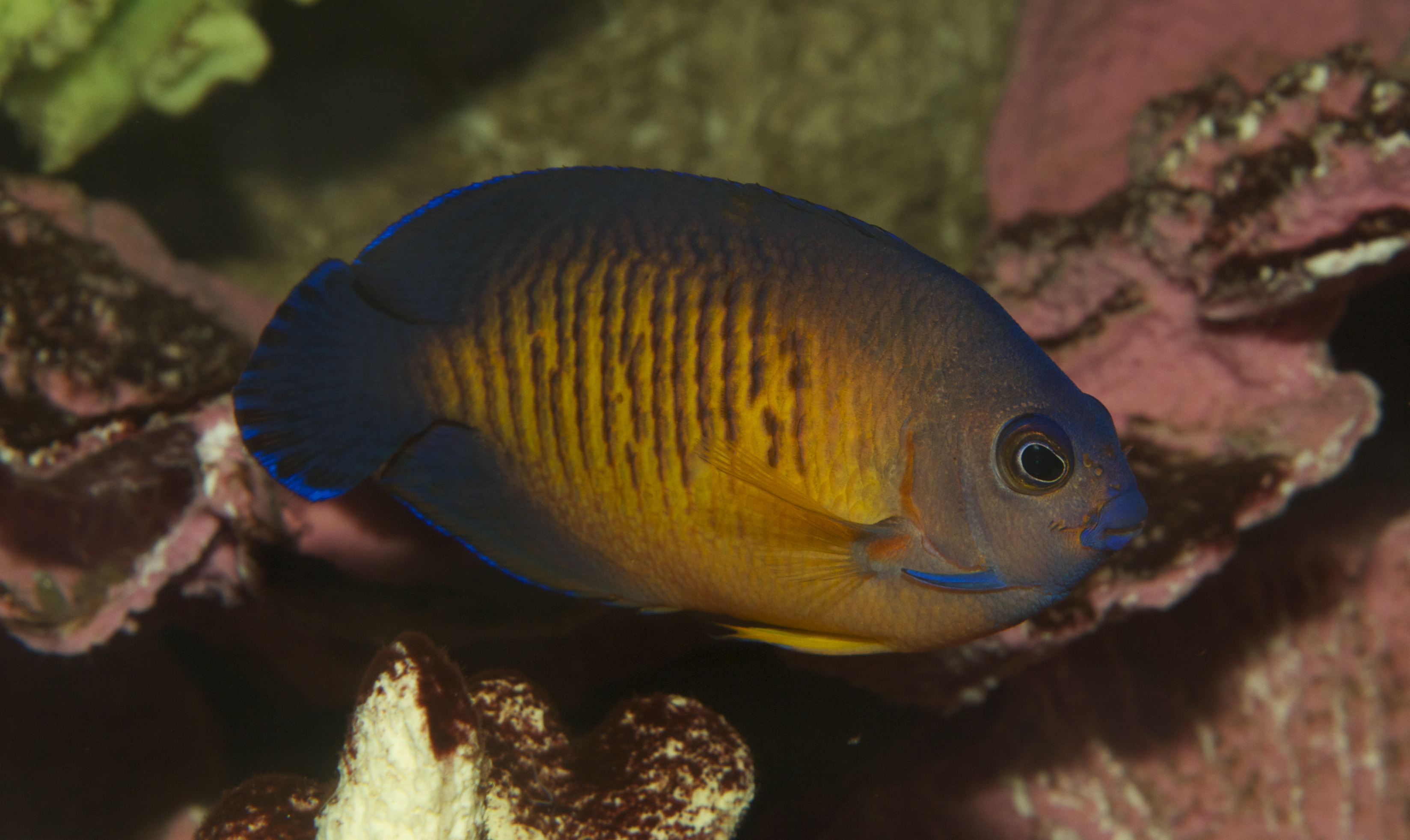
Centropyge multispinis
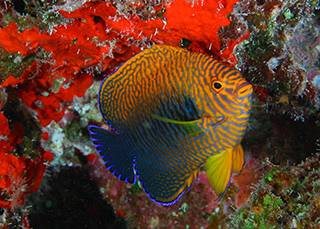
Centropyge potteri
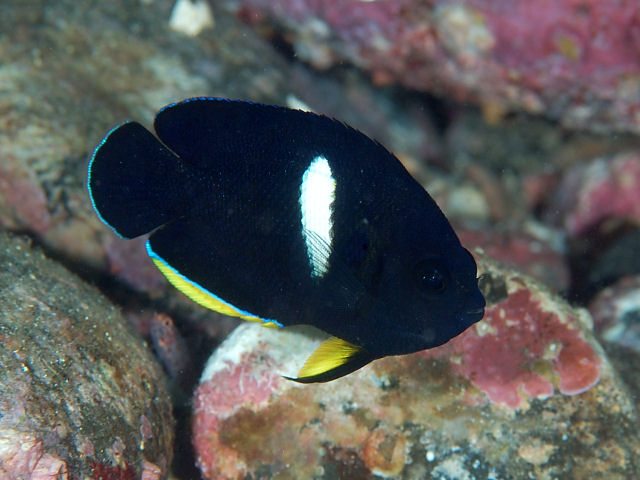
Centropyge tibicen
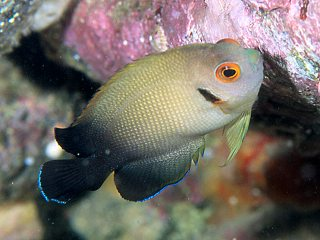
Centropyge vrolikii